# بصلة الدهليز
بصلة الدهليز أو بصلة البظر هي نوع من أنسجة الانتصاب التي تقع على جانبي فتحة المهبل. تُشير بعض البحوث إلى أن بصلة الدهليز لا تحيط بفتحة المهبل بل هي أكثر ارتباطا بالبظر.

## الهيكل
تُشير الأبحاث الحديثة إلى أن بصلة الدهليز ترتبط أكثر بالبظر وذلك بسبب تشابه التربيقي بأنسجة الانتصاب في البظر خصوصا مع غياب تربيقية الأنسجة في الأعضاء التناسلية. جذير بالذكر هنا أن بصلة الدهليز أو أنسجة الانتصاب هي تربيقية طبيعية تُساعد على الاستثارة الجنسية. بصلة الدهليز لدى الإناث مشابهة إلى حد كبير لبصلة القضيب لدى الذكور. تتصل بصلة الدهليز مع غدة بارتولين.

## علم وظائف الأعضاء
خلال مرحلة الشهوة الجنسية؛ تمتلئ بصلة الدهليز بالدم فتنتفخ مما يُساهم في انتصاب البظر. عندما تمتلئ البصلة بالدم فإنها تُساعد أيضا في توسيع فتحة المهبل وجعله أكثر ورديا مما يُساعد أيضا على توسيع فتحة الفرج بشكل عام. خلال هذه المرحلة تضغط بصلة الدهليز على البظر وعلى ساقه مما يولد إحساسا باللذة.